# Stade d'Angondjé
El Stade d'Angondjé (en español: Estadio de Angondjé) es un estadio ubicado en Angondjé, un suburbio de la ciudad de Libreville, en Gabón. Es conocido como el Stade de l'Amitié. La construcción del estadio duró 20 meses y fue financiado por el Gabonaise y el Gobierno de China.
Es uno de los cuatro estadios que se utilizaron para la Copa Africana de Naciones 2012 y albergó la final del torneo. El partido de fútbol inaugural jugado aquí se Gabón frente a frente contra Brasil. Brasil ganó ese partido 2-0.
La colocación simbólica de la primera piedra fue hecha por el ministro de Deportes de Gabón, Rene Ndemezo'Obiang y el vicepresidente chino, Fu Ziying. Este estadio fue construido por China, y construida sobre una superficie de 30 hectáreas por la empresa china Shanghai Construction. El trabajo fue financiado en su totalidad por China, mientras que Gabón ha desarrollado el sitio, incluyendo suministro de agua y electricidad, y la construcción de caminos de acceso.

## Partido Inaugural
| 10 de noviembre de 2011 | Gabón | 0:2 (0:2) | Brasil                    | Stade d'Angondjé, Libreville                                  |                                                               |
|                         |       |           | Sandro 11' · Hernanes 34' | Asistencia: 32.000 espectadores Árbitro(s): Victor Hlungwani. | Asistencia: 32.000 espectadores Árbitro(s): Victor Hlungwani. |

## Copa Africana de Naciones
| 24 de enero de 2012 | Gabón | 2:0 (2:0) | Níger | Stade d'Angondjé, Libreville |  |